# Zajezdnia tramwajowa przy ulicy Madalińskiego w Poznaniu
Zajezdnia tramwajowa przy ulicy Madalińskiego – (potocznie Madalina) najmniejsza zajezdnia tramwajowa w Poznaniu zajmująca powierzchnię 76 arów, obsługująca tramwaje MPK Poznań, znajdująca się w dzielnicy Wilda. Zajezdnia była oznaczona jako wydział S2. Funkcjonowała do połowy grudnia 2014.

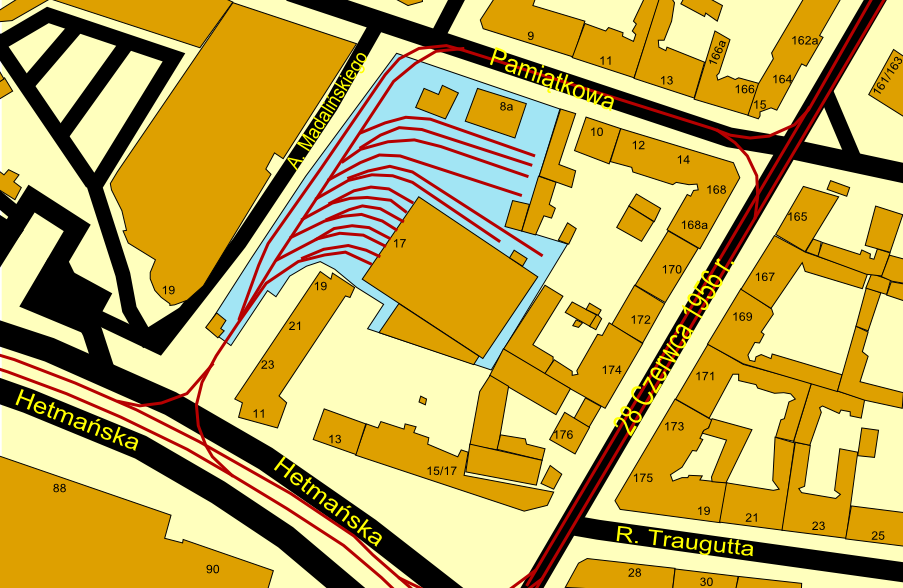
Plan zajezdni Madalińskiego

## Historia
W 1946 roku podjęto decyzję budowy nowej zajezdni tramwajowej w związku z rosnącą popularnością komunikacji miejskiej i powiększającym się dzięki temu taborem tramwajowym MPK Poznań. W porównaniu do roku 1938, w 1947 ilość przejechanych kilometrów przez tramwaje w Poznaniu podwoiła się, a ilość przewiezionych pasażerów  potroiła. Przyczyną była  stosunkowo niewielka cena biletów która sprawiła, iż komunikacja miejska stała się dostępna praktycznie dla wszystkich mieszkańców miasta
. Po 3 latach budowy otwarcie zajezdni nastąpiło w październiku 1948 roku. Po wybudowaniu zajezdnia składała się jedynie ośmiotorowej hali mieszczącej 45 wagonów dwuosiowych do której wjeżdża się tyłem, budynek warsztatowo-socjalny, budynek mieszkalny dla pracowników (obecnie znajdujący się już poza terenem zajezdni), podstację trakcyjną i myjnię znajdującą się na wjeździe do zajezdni. Jedyna w historii obiektu rozbudowa nastąpiła w latach 1975-1976, dobudowano wtedy siedem torów odstawczych na zewnątrz hali, dodatkowy tor w jezdni ul. Madalińskiego (dzięki któremu powstała pętla Pamiątkowa używana awaryjnie i w czasie remontów) oraz ogrodzono teren zajezdni. Na terenie tej zajezdni 4 czerwca 2011 poznaniacy pożegnali się z odchodzącymi ze służby tramwajami Beijnes 3G zwanymi potocznie „holendrami” oraz 10 listopada 2019 roku z wagonami Düwag GT8, tzw. „helmutami”. W momencie oddania do użytku całego terenu nowej zajezdni Franowo wydział miał zostać przeniesiony do nowej zajezdni, a według pierwotnych założeń teren zajezdni Madalińskiego wystawiony na sprzedaż. 14 grudnia 2014 z terenu zajezdni o godz. 22:23 po raz ostatni liniowo wyjechał tramwaj (obsługując nocną linię 201), zaś o godz. 23:37 po raz ostatni odbył się zjazd liniowy do zajezdni (z linii 17).
Planowane jest utworzenie na terenie obiektu w pełni funkcjonującego muzeum komunikacji miejskiej, które obecnie znajduje się w budynku na terenie zajezdni przy ul. Głogowskiej.

## Obsługa linii
Zajezdnia obsługiwała linie 2, 3, 4, 7, 9, 10, 11 oraz nocną 201.

## Stan taborowy
Na stanie zajezdni znajdowały się następujące pojazdy, według stanu na dzień 9.12.2012 r.:
| Zdjęcie          | Typ              | Rozpoczęcie eksploatacji | przewóz osób na wózkach | Zakres numeracji  | Liczba wagonów |
| ---------------- | ---------------- | ------------------------ | ----------------------- | ----------------- | -------------- |
| Beijnes 3G       | Beijnes 3G       | 2003                     | N                       | #805              | 1              |
| Düwag GT6        | Düwag GT6        | 1996                     | N                       | #615              | 1              |
| Düwag GT8        | Düwag GT8        | 1998                     | N                       | #650 — #713       | 45             |
| Düwag GT8ZR      | Düwag GT8ZR      | 2004                     | N                       | #901, #903 — #907 | 6              |
| Wszystkie wagony | Wszystkie wagony | Wszystkie wagony         | Wszystkie wagony        | Wszystkie wagony  | 53             |

Dawniej na stanie zajezdni znajdowały się tramwaje Konstal 102N oraz Konstal 102Na.